# 1845 in Italia

## Situazione italiana

### Assetto politico
La penisola è suddivisa in diversi stati, la cui sovranità è detenuta da monarchie assolute o, nel caso dello Stato Pontificio, da un governo teocratico. I principali stati sono:
* Regno Lombardo-Veneto: Sotto il diretto controllo dell'Impero Austriaco, rappresenta una delle regioni più sviluppate economicamente ma anche un focolaio di malcontento a causa della dominazione straniera.
* Regno di Sardegna: guidato da Carlo Alberto di Savoia della dinastia dei Savoia, è l'unico stato italiano a mantenere una relativa indipendenza dall'Austria e nutre ambizioni di espansione e unificazione nazionale.
* Granducato di Toscana: retto da Leopoldo II di Toscana, caratterizzato da un governo relativamente illuminato ma comunque assolutista.
* Ducato di Parma e Piacenza: governato da Maria Luigia d'Austria, vedova di Napoleone, con una forte influenza austriaca.
* Ducato di Modena e Reggio: sotto il dominio di Francesco V d'Austria-Este, strettamente legato alla casa imperiale austriaca.
* Stato Pontificio: esteso su una vasta area del centro Italia, è governato da papa Gregorio XVI come monarca assoluto, con un'amministrazione centralizzata e conservatrice.
* Regno delle Due Sicilie: comprendente il Mezzogiorno continentale e la Sicilia, è retto da Ferdinando II delle Due Sicilie della dinastia dei Borbone, in carica dal 1830, con un governo autoritario e una situazione socio-economica arretrata.
Altri stati sono: il ducato di Lucca che cessa di esistere ed è assorbito dal Granducato di Toscana (v. trattato di Firenze del 1844) e la Repubblica di San Marino.

## Avvenimenti

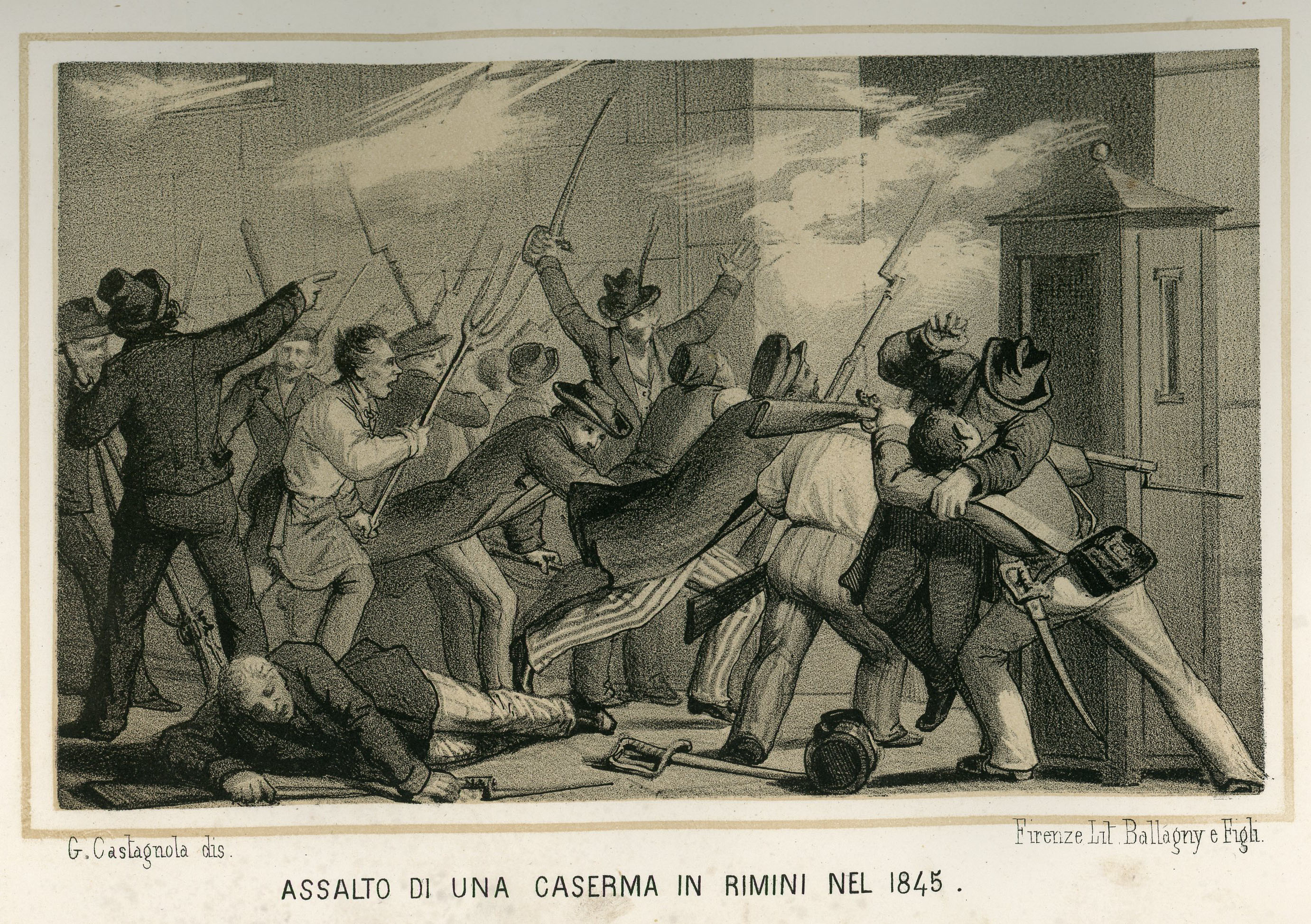
Assalto a una caserma a Rimini nel 1845, litografia di Gabriele Castagnola sui moti di Rimini (Firenze, 1864)

- 23 settembre: moti di Rimini contro il governo papale, repressi il 27[1].

- Un economista italiano, il conte Carlo Ilarione Petitti, pubblica un saggio, Delle strade ferrate italiane e del miglior ordinamento di esse, che dimostra che una rete ferroviaria coerente potrebbe essere realizzata solo se l'Italia fosse unita, almeno economicamente. Da parte sua Gregorio XVI rifiuta la ferrovia che potrebbe essere veicolo per la diffusione delle nuove idee[2].

## Cultura

### Opere create nel 1845
- 15 febbraio: debutto al teatro La Scala di Milano della Giovanna d'Arco, opera di Giuseppe Verdi, su libretto di Temistocle Solera.
- 15 agosto: debutto al Teatro San Carlo di Napoli della Alzira, opera di Giuseppe Verdi su libretto di Salvatore Cammarano.

## Nati nel 1845
- 2 gennaio: Rodolfo Lanciani, archeologo, specialista della topografia della Roma antica, autore della ricomposizione della Forma Urbis Romae. († 22 maggio 1929)
- 21 marzo: Raffaello Gestro, entomologo, direttore del museo di Genova. († 6 giugno 1936)
- 22 aprile: Carlo Caneva, generale, che ha partecipato alla Guerra di Libia del 1911. È stato in seguito nominato senatore. († 25 settembre 1922)

- 16 dicembre: Adolfo Belimbau, pittore. († 1938})

## Morti nel 1845
- 12 gennaio: Nicola Grimaldi, 76 anni, cardinale creato da Gregorio XVI, camerlengo del Sacro Collegio nel 1835 e nel 1836 e legato pontificio a Forlì. (° 19 luglio 1768)
- 25 febbraio: Pietro Domenico Polfranceschi, 78 anni, militare e uomo politico, ministro della guerra della seconda Repubblica cisalpina, per qualche mese nel 1801, nominato conte da Napoleone I in persona nel 1810. (° 28 aprile 1766)
- 1º marzo: Giuseppe Maria Foppa, 84 anni, drammaturgo e librettista, autore di oltre 80 libretti d’opera e di testi messi in musica in seguito, in particolare da Gioachino Rossini. (° 12 luglio 1760)
- 18 aprile: Luigi Del Drago, 68 anni, cardinale, creato in pectore da Gregorio XVI, che fu in particolare prefetto della Congregazione per le indulgenze e le sacre reliquie. (° 20 giugno 1776)